# Алтаельва
Áлтаельва (норв. Altaelva, півн.-саам. Álttáeatnu; квен. Alattionjoki) — третя за довжиною річка у норвезькому фюльке Трумс-ог-Фіннмарк.

## Назва
Назва Altaelva норвезькою буквально перекладається як «річка Алта». Північносаамською мовою її назва виглядає як Álttáeatnu, а квенською (та фінською) — Alattionjoki. Та частина річки, що розташована на південь (вгору за течією) від ГЕС Алта, також має назву «Каутокейноельва» (Kautokeinoelva, у перекладі «річка Каутокейно»), адже ця її частина протікає в однойменній комуні; північносаамською вона має назву Guovdageaineatnu або Eatnu.

## Географія
Алтаельва бере свій початок у горах та озерах комуни Каутокейно, біля кордону фюльке Трумс-ог-Фіннмарк із Фінляндією, на південь від національного парку Рейса. Далі річка завдовжки 240 км протікає на північ, до комуни Алта, де в однойменному місті впадає у Алтафйорд. З плином часу річка на своєму шляху з високого плато Фіннмарксвідда до моря сформувала каньйон Сейтсу, який наразі є одним із найбільших у Європі. Селища Каутокейно та Масі так само, як і місто Алта, розташовані на берегах річки.
У 1970–1980-х рр. біля Алтаельви відбувалися протести за участі саамів, які виступали проти спорудження гідроелектростанції. Втім, ГЕС Алта була споруджена у 1987 році, таким чином утворивши на річці озеро Вірднеяуврі (півн.-саам. Virdnejávri).
Алтаельва також відома як річка з найкращим лососем у Норвегії.